# Henryk Trębicki
Henryk Trębicki   (Janowszczyzna, 22 d'octubre de 1940 - Varsòvia, 8 de juny de 1996) fou un aixecador polonès que va competir durant les dècades de 1960 i 1970.
El 1964 va prendre part en els Jocs Olímpics d'Estiu de Tòquio, on fou quart en la prova del pes gall del programa d'halterofília. Quatre anys més tard, als Jocs de Ciutat de Mèxic, guanyà la medalla de bronze en la mateixa categoria del programa d'halterofília. La tercera, i darrera, participació en uns Jocs fou el 1972, a Múnic, on novament fou quarta en la prova del pes gall.
En el seu palmarès també destaquen una medalla de plata i una de bronze al Campionat del Món d'halterofília de 1968 i 1971 respectivament i una de bronze al Campionat d'Europa d'halterofília de 1965. També fou tercer al Campionat del Món de 1970, però va ser desqualificat després d'haver donat positiu en un control antidopatge. Fou dues vegades campió polonès, del pes gall el 1964, i del pes ploma el 1963. També aconseguí 21 rècords nacionals.
Una vegada retirat passà a exercir d'entrenador. Els darrers anys de la seva vida patí problemes de cor i morí mentre n'era operat a Varsòvia el 8 de juny de 1996.